# Suzanne Bradbury
Suzanne Bradbury és una pianista de renom internacional. Filla dels artistes Dorothy i Robert Bradbury, va néixer a Califòrnia però quan ella era ben petita ja es varen traslladar a Deià (Mallorca), on va créixer.
Els seus mestres més importants foren el pianista cec José Ortiga (de Madrid) i, més tard, en Ludwig Hoffmann (de Múnic). Als dotze anys va fer la seva presentació amb el Concert en re major de Haydn i dos anys més tard va oferir un recital a la televisió de Nova York.
Després d'haver cursat estudis a Nova York, Dartington (Anglaterra) i Viena es va llicenciar a la Musikhochschule de Múnic sota la tutera de Ludwig Hoffmann. Va ser convidada al curs de Wilhelm Kempff a Positano; aquest la va elegir per participar en una pel·lícula televisada amb motiu del seu 80è aniversari. Després va tornar a Múnic on va seguir estudiant amb Stefan Askenase.
Durant els seus estudis universitaris ja va obtenir el premi de Jornades musicals per a solistes joves organitzades per l'estació radiofònica de Hesse. A partir d'aquest moment ha estat contractada per quasi totes les societats de radiodifusió alemanyes, per la BBC de Londres i per la Radio Suisse Romande, per fer impressions de discs i gravacions en cinta magnetofònica. Ha presentat i segueix presentant concerts en viu i vetlades de piano a Alemanya, Espanya, Estats Units, Itàlia, Gran Bretanya, França, Països Baixos i Suïssa. Ha guanyat medalles i premis en el Concurs Universitari Alemany i en el concurs internacional de piano de Vercelli i de Barcelona.
En l'actualitat torna a residir a Mallorca.
Discs: Quintets de Schumann i Bartok amb el Quartet Silvestri, 1997 ASV/CD. Piano: Schumann/Fauré, 1986, Harvard. Obres de Carl Mansker, Radio Bavaria/CD, i amb el Trio Serafino, trios d'Arthur Foote i Xostakóvitx, de Cala Records.